# Anopsicus modicus
Anopsicus modicus là một loài nhện trong họ Pholcidae. Loài này được phát hiện ở México.